# Graafschap Leiningen-Dagsburg-Hardenburg
Het graafschap Leiningen-Dagsburg-Hardenburg was een tot de Boven-Rijnse Kreits behorend graafschap binnen het Heilige Roomse Rijk.
Het gebied van de graven bestond uit twee delen, namelijk een deel van het graafschap Leiningen, genaamd Leiningen-Hardenburg in Rijnland-Palts en een deel van het graafschap Dagsburg (Dabo) in Lotharingen.

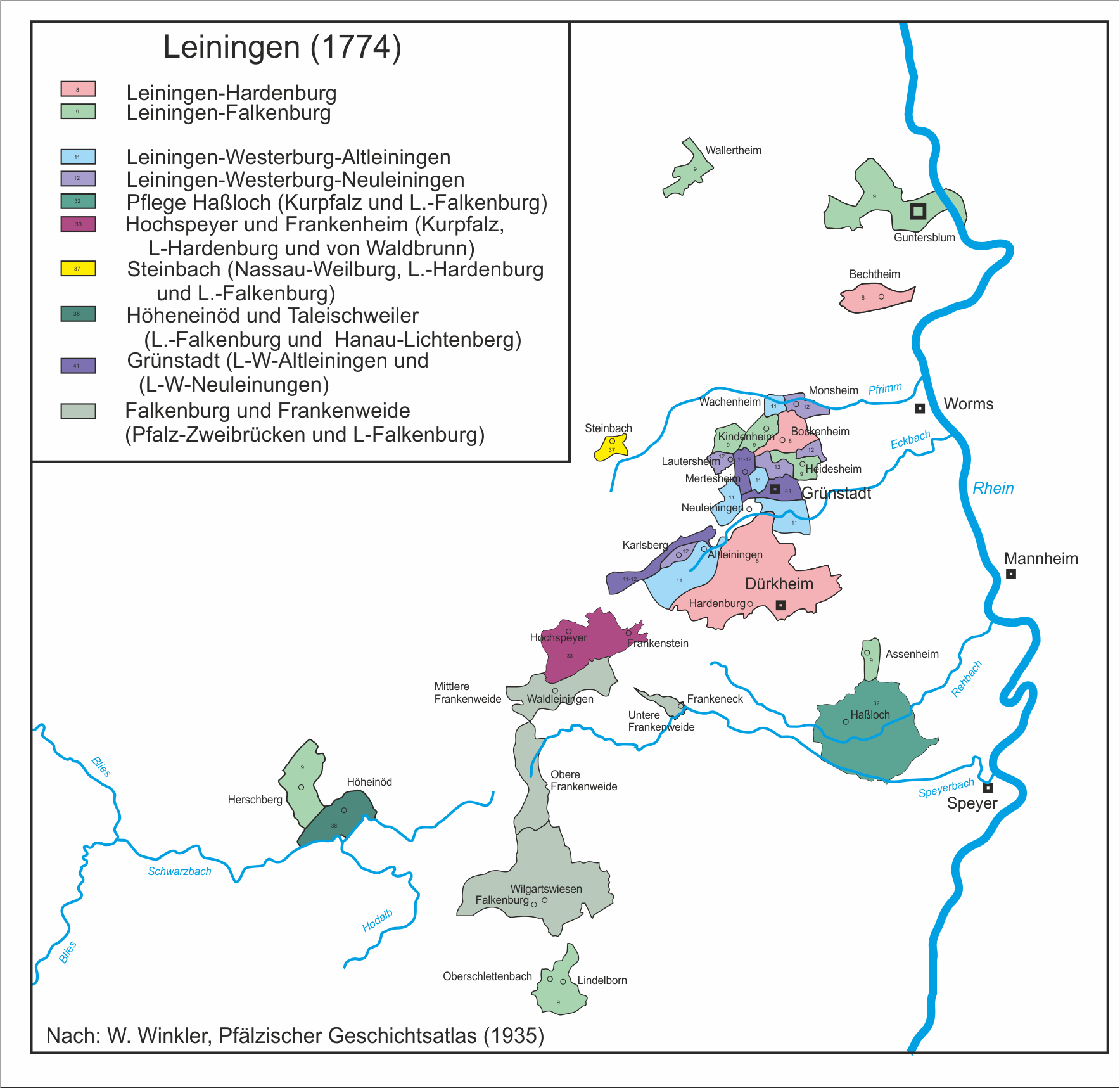
kaart van de graafschappen in 1774

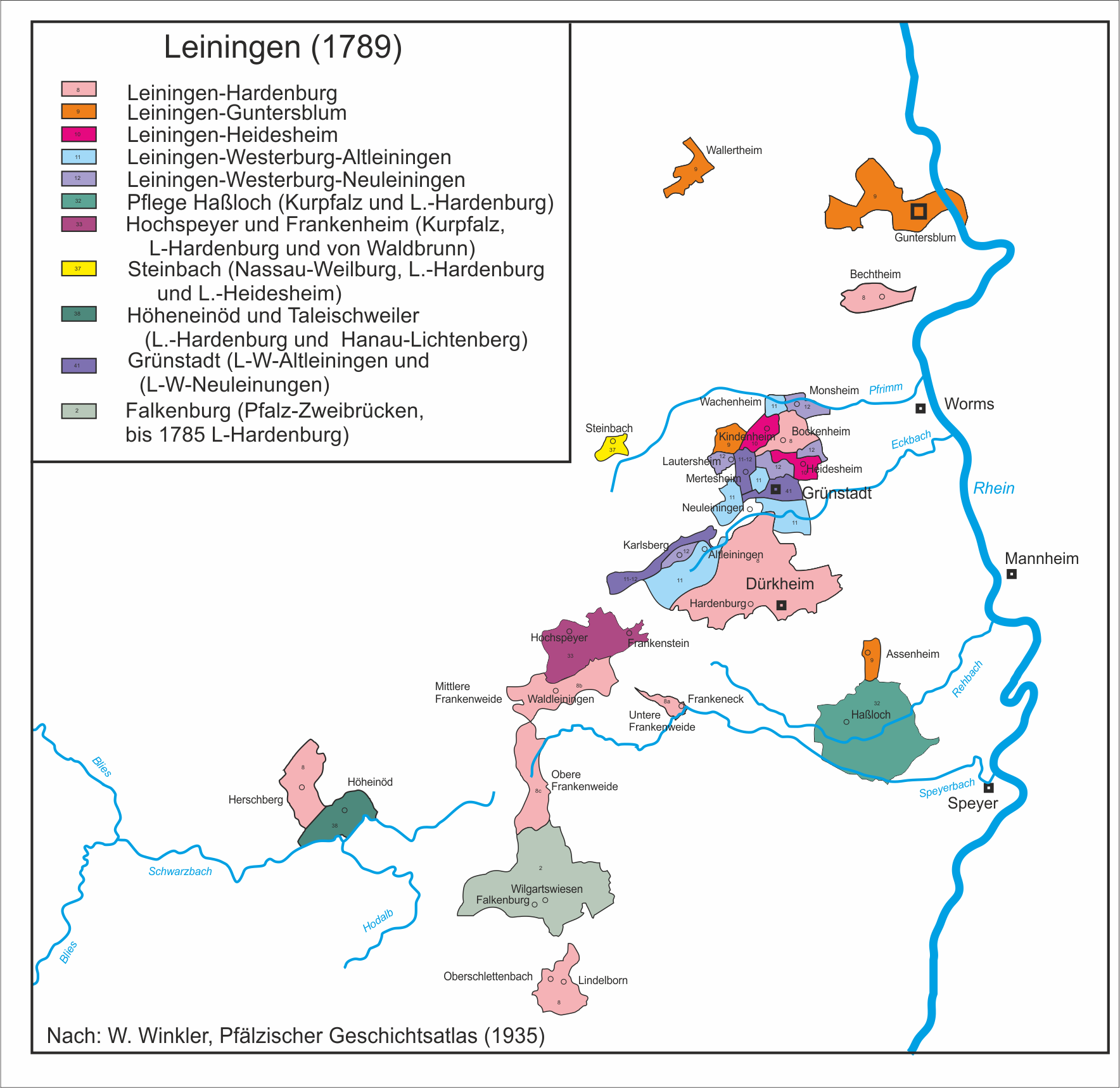
kaart van de graafschappen in 1789

## Stichting van een tak in Hardenburg
Na de dood van graaf Frederik IV van Leiningen in 1310, werden de bezittingen verdeeld onder zijn zoons Frederik V en Joffrid I (Godfried). Het centrale deel van het graafschap Leiningen met de stamburcht Altleiningen kwam aan Frederik V. Hij kreeg ook het graafschap Dagsburg in de Elzas in zijn bezit. 
Joffrid kreeg een veel kleiner deel met de burchten Hardenburg, Gutenburg, en Falkenburg. Ook de plaats Guntersblum kwam in zijn bezit. Het graafschap werd aangeduid met Leiningen-Hardenburg.
De oudste zoon van Joffrid, Fritzmann (Friedmann) erfde in 1345 na het uitsterven van de heren van Rixingen de heerlijkheid Rixingen in Lotharingen. Hij was de stichter van de tak Leiningen-Rixingen en had (vrijwel) geen aandeel in het graafschap Leingen-Hardenburg, dat aan zijn broer Emich VI kwam. Emich VIII (overleden 1495) verwerft door zijn huwelijk  met Anna d’Autel de heerlijkheid Aspremont in Lotharingen. 

## Verlies aandeel in graafschap Leiningen aan de heren van Westerburg
Als de hoofdtak van het huis Leiningen in 1467 uitsterft, slaagt Emich VIII er niet in het hoofddeel van het graafschap te verwerven. De heren van Westerburg slagen erin de erfenis in handen te krijgen langs de vrouwelijke lijn. Zij noemen zich voortaan graaf van Leiningen-Westerburg. Emich VIII kan wel het graafschap Dagsburg uit de erfenis verwerven en voortaan is er sprake van het graafschap Leiningen-Dagsburg-Hardenburg.
In 1560 deelden de twee zonen van graaf Emich X van Leiningen het graafschap Leiningen-Hardenburg. 
De oudste zoon, Johan Philip I werd de stichter van de jongere tak Leiningen-Hardenburg.
De jongste zoon, Emic XI kwam in het bezit van het slot Falkenburg met het bijbehorende ambt en een aantal zeer verspreid gelegen plaatsen; het graafschap Leiningen-Dagsburg-Falkenburg. Het graafschap Dagsburg bleef in gemeenschappelijk bezit tot 1613. Toen werd het verdeeld, waarbij de helft aan Leiningen-Hardenberg kwam.
In 1725 werd de residentie van de graven verlegd naar Dürkheim.
Na het uitsterven van de tak Leiningen-Falkenburg in 1774 met graaf Frederik Theodoor vielen de bezittingen van die tak grotendeels terug aan Leiningen-Hardenburg. Daardoor was ook het graafschap Dagsburg weer onverdeeld. De Falkenburg en het gebied daaromheen waren gemeenschappelijk bezit van Leiningen en Palts-Zweibrücken. In 1785 werd het medebezit door Leiningen overgedragen aan Palts-Zweibrücken.
Graaf Karel Frederik van Leiningen-Dagsburg werd op 3 juli 1779 tot rijksvorst verheven. In de Rijksdag bleef hij echter deel uitmaken van de bank van de graven van de Wetterau.

## De onwettige tak Leiningen-Guntersblum
De broers Willem Karel en Wenzel Josef van Leiningen-Guntersblum waren nakomelingen van graaf Johan Lodewijk uit een buitenechtelijke verbinding. Zij maakten aanspraak op de erfenis van hun voorvader en een proces bij de Rijkshofraad in Wenen leidde in 1782, 1783 en 1784 tot uitspraken die hun aanspraken erkenden. Dit leidde in 1787 tot een vergelijk met de vorst van Leiningen, waarbij ze in het bezit gesteld werden van 2 ambten van het voormalige graafschap Leiningen-Falkenburg, namelijk Guntersblum voor Willem Karel en Heidesheim voor Wenzel Josef. De rest van het voormalige graafschap bleef deel van het graafschap Leiningen-Dagsburg-Hardenburg.

## Stichting van het vorstendom Leiningen
In 1797 verloor de vorst van Leiningen zijn gebieden aan Frankrijk. In 1803 werd hij schadeloos gesteld door bezittingen op de rechter Rijnoever, die tot het vorstendom Leiningen werden verenigd.

## Bezittingen van Leiningen-Hardenburg[1]
- de Hardenburg met het dorp Hardenburg, een deel van St Grethen, Dürkheim, Erpolzheim;
- Pfeffingen, Ungstein, Kallstadt;
- de Battenburg met de vijf zogenaamde Rhautheiliche dorpen Battenberg, Leistadt, Bobenheim am Berg, Herrheim am Berg, Weisenheim am Berg,  Kleinkarlbach;
- de Emichsburg met Groβbockenheim en Kleinbockenheim;
- de Frankenstein met Hochspeyer enz. gemeenschappelijk met Keur-Palts en de heren van Wallbrunn;
- Waldleiningen, Bechtheim.

De beide grafelijke linies Leiningen-Dagsburg-Hardenburg en Leiningen-Dagsburg-Falkenburg bezaten gemeenschappelijk
- Steinbach am Donnersberg, waarvan Nassau-Weilburg ¼, Leiningen-Hardenburg ¼ en Leiningen-Falkenburg 2/4 bezat;
- de heerlijkheid Saalstadt met de pastorie Wallhalben, Hettenhausen;
- Weyersheim à la Haute Tour bij Brumath, gemeenschappelijk met het prinsbisdom Straatsburg;
- Het graafschap Dagsburg in de Neder-Elzas
- de heerlijkheden Asprermont, Forbach en Rixingen, Rauschenburg met Oberbronn in Lotharingen en de Neder-Elzas, waarvan Oberbrunn en Forbach ook in de titels van de graven van Leiningen-Westerburg te Grünstadt voorkomen.

## Regenten
| regering  | naam             | geboren    | overleden  | familie |
| --------- | ---------------- | ---------- | ---------- | ------- |
| 1452-1495 | Emich VIII       |            | 30-03-1495 |         |
| 1495-1535 | Emich IX         |            | 18-02-1535 | zoon    |
| 1535-1545 | Emich X          | 1498       | 05-01-1545 | zoon    |
| 1545-1562 | Johan Philips I  | 25-12-1539 | 08-09-1562 | zoon    |
| 1562-1607 | Emich XII        | 04-11-1562 | 24-11-1607 | zoon    |
| 1607-1643 | Johan Philips II | 16-04-1588 | 15-05-1643 | zoon    |
| 1643-1698 | Frederik Emich   | 09-02-1621 | 26-07-1698 | zoon    |
| 1698-1722 | Johan Frederik   | 18-03-1661 | 09-02-1722 | zoon    |
| 1722-1756 | Frederik Magnus  | 27-03-1703 | 28-10-1756 | zoon    |
| 1756-1797 | Karel Frederik   | 14-08-1724 | 09-01-1807 | zoon    |